# Dipoena croatica
Dipoena croatica là một loài nhện trong họ Theridiidae.
Loài này thuộc chi Dipoena. Dipoena croatica được miêu tả năm 1894 bởi Chyzer.